# Condado de Casares
El condado de Casares es un título nobiliario español concedido por Fernando el Católico en 20 de enero de 1493 a Rodrigo Ponce de León, I duque de Arcos, como permuta por la supresión del marquesado y el ducado de Cádiz, a lo que acompañó también la elevación del condado de Arcos a ducado de Arcos. Su nombre se refiere al municipio andaluz de Casares, en la provincia de Málaga.

## Historia

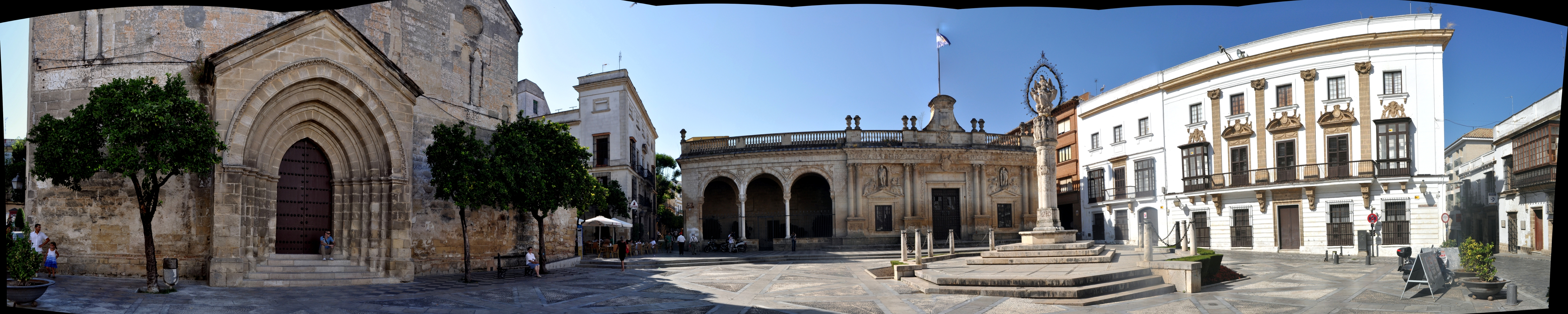
Plaza de la Asunción, con el palacio de la condesa de Casares a la derecha

En 1485, durante la guerra de Granada, Casares y sus pedanías capitularon en 1485 pasando a pertenecer a la Corona de Castilla. Los Reyes Católicos se las entregan a Rodrigo Ponce de León, duque de Cádiz, el 24 de agosto de 1491 como señorío, para recibir después el estatuto de condado de Casares. Perteneciente desde entonces a la casa de Arcos, comprendía las poblaciones y lugares de Casares, Jubrique, Genalguacil, Benestepar (o Benaestepar en Genalguacil), Benameda y Rotillas, estas últimas abandonadas en el transcurso del tiempo.